# La Dormeuse éveillée
La Dormeuse éveillée est un opéra-comique en trois actes composé par Edmond Audran sur un livret d'Alfred Duru et Henri Chivot, représenté pour la première fois le 29 décembre 1883 au Théâtre des Bouffes à Paris.
La pièce est jouée 46 fois consécutives à Paris ,.

## Distribution lors de la création à Paris
| Rôle                   | Voix    | Distribution lors de la première |
| ---------------------- | ------- | -------------------------------- |
| Suzette                | Mezzo   | Mme Grisier-Montbazon            |
| Diane                  |         | Mme Gélabert                     |
| Domingo                |         | M. Désiré                        |
| Le Père Jérôme         |         | M. Desmonts                      |
| Le capitaine Vieubec   | Tenor   | M. Maugé                         |
| Octave de Follebranche | Baryton | M. Piccaluga                     |
| Saturnin               |         | Charles Lamy                     |
| Gorju                  |         | M. Gerpré                        |
| De Fontenac            |         | M. Delaunay                      |
| Hubert                 |         | M. Larroque                      |
| De Maligny             |         | M. Guerchet                      |
| Lafleur                |         | M. Armand                        |
| Louison                |         | Mlle Lucy Borel                  |
| Jeanne                 |         | Mlle de Mora                     |
| Fanchette              |         | Mlle Lucy Darly                  |
| Le notaire             |         | M. Durand                        |

## Synopsis
La scène se passe en Picardie, sous l'Ancien Régime.
« Si j’étais homme,
il faut voir comme
je ferais les cent dix-neuf coups.
Je mettrais tout, tout sens dessus dessous,

Si j’étais homme ! »
chante la jolie Suzette de Saint-Valery-sur-Somme. Le marquis de Follebranche a l’idée de mettre à exécution le désir de la jeune paysanne : il lui fait boire un narcotique, qui prolonge son sommeil, et la transporte dans son château, où on la revêt d’habits de marquis.
Suzette se réveille et ne peut en croire ses yeux. Mais lorsqu’elle a vent de la plaisanterie, elle en profite pour donner à son amoureux Saturnin la place de garde-chasse et s’adjuger à elle-même une dot de trois mille écus. Puis, pour mieux jouer le marquis qui a voulu se moquer d'elle, elle l’endort à son tour, le fait transporter dans sa chaumière et affubler d’une robe de paysanne, qui le rendra ridicule aux yeux de son régiment dont il est officier. Le marquis ne trouve plus que la plaisanterie soit si drôle : pour avoir ses habits, il signe tout ce que Suzette veut lui faire signer et s’avoue vaincu par la madrée Picarde.

## Numéros

### Acte I
- Introduction et chœur (Gorju) : "Pêcheur que l’on s’apprête"
- Couplets (Saturnin) : "Elle a si gentille prestance"
- Rondeau de la lettre (Suzette) : "Je vous renvoi mamzell’"
- Ensemble : "Ah ! Ah ! Ah !"
- Duetto (Diane, Octave) : "Lorsqu’on fit notre mariage"
- Ensemble : "Quelle drôle de fillette !"
- Couplets (Suzette) : "Lorsqu’il me créa du beau sexe"
- Final : "Si j’étais homme"

### Acte II
- Entracte
- Chœur et couplets : "Avançons à petits pas"
- Chœur et scène (Suzette, Octave) : "Quels sont donc ces habits"
- Couplets (Diane) : "Hier vous étiez fort tendre"
- Duo (Suzette, Saturnin) : "Enfin je vais par lui qui m’aime"
- Chœur : "Pleins d’une vive allégresse"
- Chanson picarde (Suzette) : "Quand ein picard"
- Chanson nègre (Domingo) : "Là-bas sous cocotiers"
- Trio (Diane, Vieubec, Octave) : "Que le diable soit du cousin"
- Duetto (Suzette, Octave) : "Ce piquant vin de champagne"
- Final : "Où donc est-il ?"

### Acte III
- Entracte
- Duetto (Suzette, Saturnin) : "Mon petit Saturnin"
- Ensemble : "Nous accourons"
- Couplet (Octave) : "O mes aïeux"
- Chœur : "Voici venir les dragons"
- Couplets (Diane) : "Écoutez la charge sonne"
- Chanson (Suzette) : "Pour ne pas choquer le bon goût"
- Final :"Amis suivons le tabellion"

## Critiques
Cette comédie pleine de travestissements est jugée drôle, mais naïve et la musique « assez banale ». Le livret a des ressemblances avec celui de Si j'étais roi d'Adolphe Adam délocalisé en Picardie. Dans l’année suivant sa création, l’œuvre « n’est point arrivée à mettre l’opinion publique de son côté ».

## Divers
Des passages de l’œuvre semblent avoir survécu un temps dans des partitions pour piano.